# Joaquim Costa (ator)
Joaquim Pedro da Costa, mais conhecido por Joaquim Costa (Lisboa, 29 de abril de 1853 — Lisboa, 19 de novembro de 1924) foi um ator, encenador e empresário português. Foi considerado o primeiro ator cómico do Teatro Nacional.

## Biografia
Nasceu a 29 de abril de 1853 em Lisboa, na Travessa de São Domingos, freguesia de Santa Justa, filho de José Tomás da Costa, natural de Cerva, do concelho de Ribeira de Pena, e de sua mulher, Maria José Franco, natural de Enxara do Bispo, do concelho de Mafra. Junto dos mais próximos, tinha a alcunha de "Costa Pão de Ló".

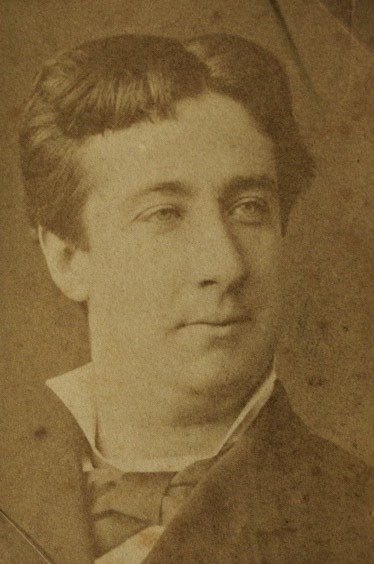
Retrato de Joaquim Costa

Estreou-se  a 12 de dezembro de 1870, com 17 anos de idade, no Teatro Nacional D. Maria II, na comédia Juiz e parte. Todo o seu início teatral foi feito sob a direção do ator José Carlos dos Santos.

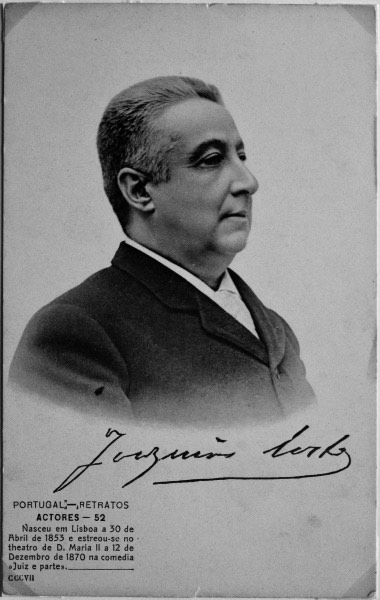
Retrato e assinatura de Joaquim Costa

A sua longa carreira, foi de muito sucesso em todos os teatros de Lisboa, Porto, Províncias e Ilhas, tendo integrado várias companhias teatrais, como a Companhia Rosas & Brasão durante a década de 1880, Sousa Bastos em 1892 ou Ferreira da Silva em 1910. Realizou também diversas digressões ou tournés pelos teatros brasileiros, tendo a última sido realizada em 1910.
Contracenou ao lado dos atores Augusto e João Rosa, Ângela Pinto, António Pedro, Augusto Antunes, Rosa Damasceno, Carolina Falco, Amélia Barros, Josefa de Oliveira, Amélia da Silveira, Pepa Ruiz, Palmira Bastos, Emília Cândida, António Pinheiro, Maria Pia de Almeida, Ilda Stichini, Lucinda Simões, Rafael Marques e Virgínia Silva, entre muitos outros, tendo alcançado o maior êxito da sua carreira aos 60 anos de idade no teatro de revista, com a peça Capote e Lenço, em 1913, onde interpretou o célebre "Cabo Elísio". 
Foi também ensaiador do Teatro da Trindade e do Teatro Avenida e criou a sua própria companhia, intitulada de Grupo Dramático Actor Joaquim Costa, tendo levado as suas peças ao palco do Teatro Taborda. Na Sociedade Artística dos Atores, a que o governo português cedeu o Teatro Nacional D. Maria II, em 1898, passando a associação a denominar-se Sociedade Artística dos Atores do Teatro de D. Maria II, foi nomeado societário de primeira classe e mais tarde gerente.
No cinema mudo português, Joaquim Costa participou nos filmes Um Chá nas Nuvens (1917), de Alfredo Nunes de Matos, Mal de Espanha (1918), de José Leitão de Barros, O Condenado (1921), de Afonso Gaio e Mário Huguin, O Centenário (1922), de Lino Ferreira, e As Pupilas do Senhor Reitor (1924), de Maurice Mariard.
Foi casado com Henriqueta Josefina de Matos Deronet, natural da freguesia de São Sebastião da Pedreira, Lisboa, tendo contraído matrimónio com a mesma a 29 de novembro de 1879, na capela pública da Conceição Imaculada de Maria Santíssima em Campolide, tendo por testemunhas os atores Eduardo Brazão e António Pedro Baptista Machado.
Já reformado, faleceu a 19 de novembro de 1924, em sua casa, situada no número 27 da Rua Alexandre Herculano, freguesia de Coração de Jesus, em Lisboa, com 71 anos de idade e vítima de broncopneumonia, sendo sepultado em jazigo, no Cemitério dos Prazeres.

## Carreira (breve seleção)

### Teatro
- Juiz e parte (1870, Teatro D. Maria II, Lisboa)
- Tutti-li-mundi (1879, Teatro da Rua dos Condes, Lisboa)[15]
- Tim-Tim por Tim-Tim (1892, Teatro São Paulo, Rio de Janeiro)[16]
- Os Velhos (1893, Teatro D. Maria II, Lisboa)
- O Solar de Bentley (1903, Teatro D. Maria II, Lisboa)
- Um Serão nas Laranjeiras (1903, Teatro D. Maria II, Lisboa)
- O Pai (1904, Teatro D. Maria II, Lisboa)
- Terra Mater (1904, Teatro D. Maria II, Lisboa)[17]
- Impunes (1910, Theatro Municipal, Rio de Janeiro)[9]
- Os Velhos (1910, Theatro Municipal, Rio de Janeiro )[9]
- Capote e Lenço (1913)
- Castelos no Ar (1916, Teatro São Luiz, Lisboa)[18]
- O Centenário (1922, Teatro Nacional de Almeida Garrett, Lisboa)
- Cavalgada nas Nuvens (1922, Teatro D. Maria II, Lisboa)[19]

### Cinema
- Um Chá nas Nuvens (1917)
- Mal de Espanha (1918), como Abúndio
- O Condenado (1921), como Tadeu, o Sacristão
- O Centenário (1922), como Evaristo
- As Pupilas do Senhor Reitor (1924)

## Legado e Homenagens
Foi proposto para o grau de Oficial da Ordem Militar de Sant'Iago da Espada, a 1 de novembro de 1923, e aceitou a condecoração a 22 de julho de 1924, embora esta nunca tenha sido publicada em Diário da República, pelo que nunca se tornou efetiva.
Na toponímia local, tem uma rua com o seu nome em Lisboa, nomeadamente na freguesia de São Jorge de Arroios.